# Loch (Hollfeld)
Loch ([lɔx] ) ist ein Gemeindeteil der Stadt Hollfeld im Landkreis Bayreuth (Oberfranken, Bayern). Loch liegt in der Gemarkung Wiesentfels.

## Geografie
Das Dorf Loch liegt am oberen Lauf der Wiesent im nördlichen Teil der Fränkischen Schweiz. Die Nachbarorte sind Freienfels und Schafhof im Osten sowie Wiesentfels im Westen. Das Dorf ist vom fünf Kilometer entfernten Hollfeld aus über die Bundesstraße 22 erreichbar.

## Name
Der Ortsname Loch bezieht sich auf eine Höhle im Dolomitmassiv des Hohen Knocks.

## Geschichte
Ortsbildprägend ist der Hohe Knock, ein Dolomitmassiv am östlichen Rand des Orts, das einst eine kleine Befestigung trug. Dort entdeckte Funde lassen sich auf die jüngere Römische Kaiserzeit bzw. die Zeit der Völkerwanderung datieren.
Bis zur kommunalen Verwaltungsreform war Loch ein Gemeindeteil der Gemeinde Wiesentfels im Landkreis Ebermannstadt. Die Gemeinde hatte 1961 insgesamt 275 Einwohner, davon 90 in Loch, das damals 24 Wohngebäude hatte. Als die Gemeinde Wiesentfels mit der bayerischen Gebietsreform am 1. Januar 1972 aufgelöst wurde, wurde Loch zu einem Gemeindeteil der Stadt Hollfeld.

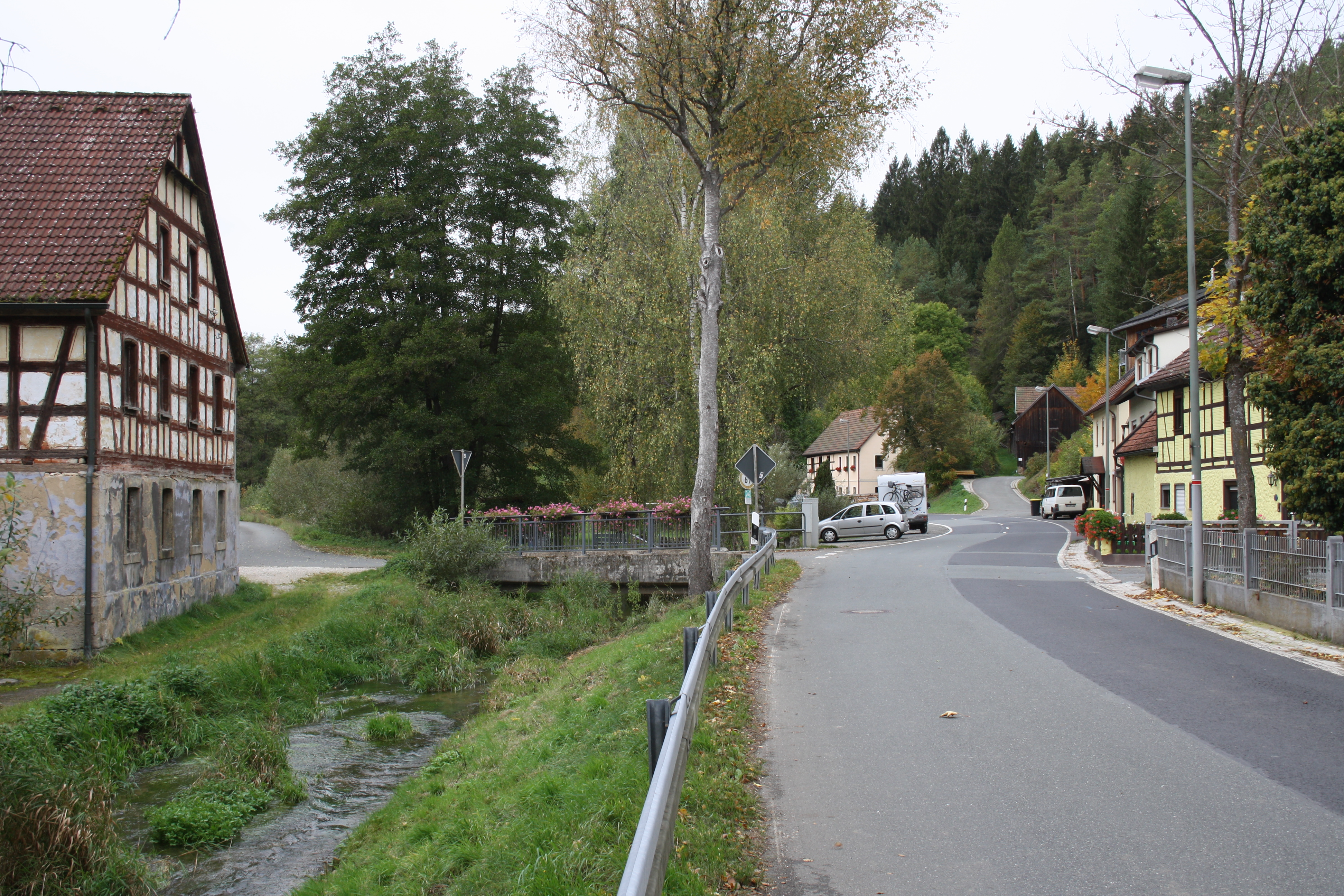
Die Wiesent und die Bundesstraße 22 in Loch
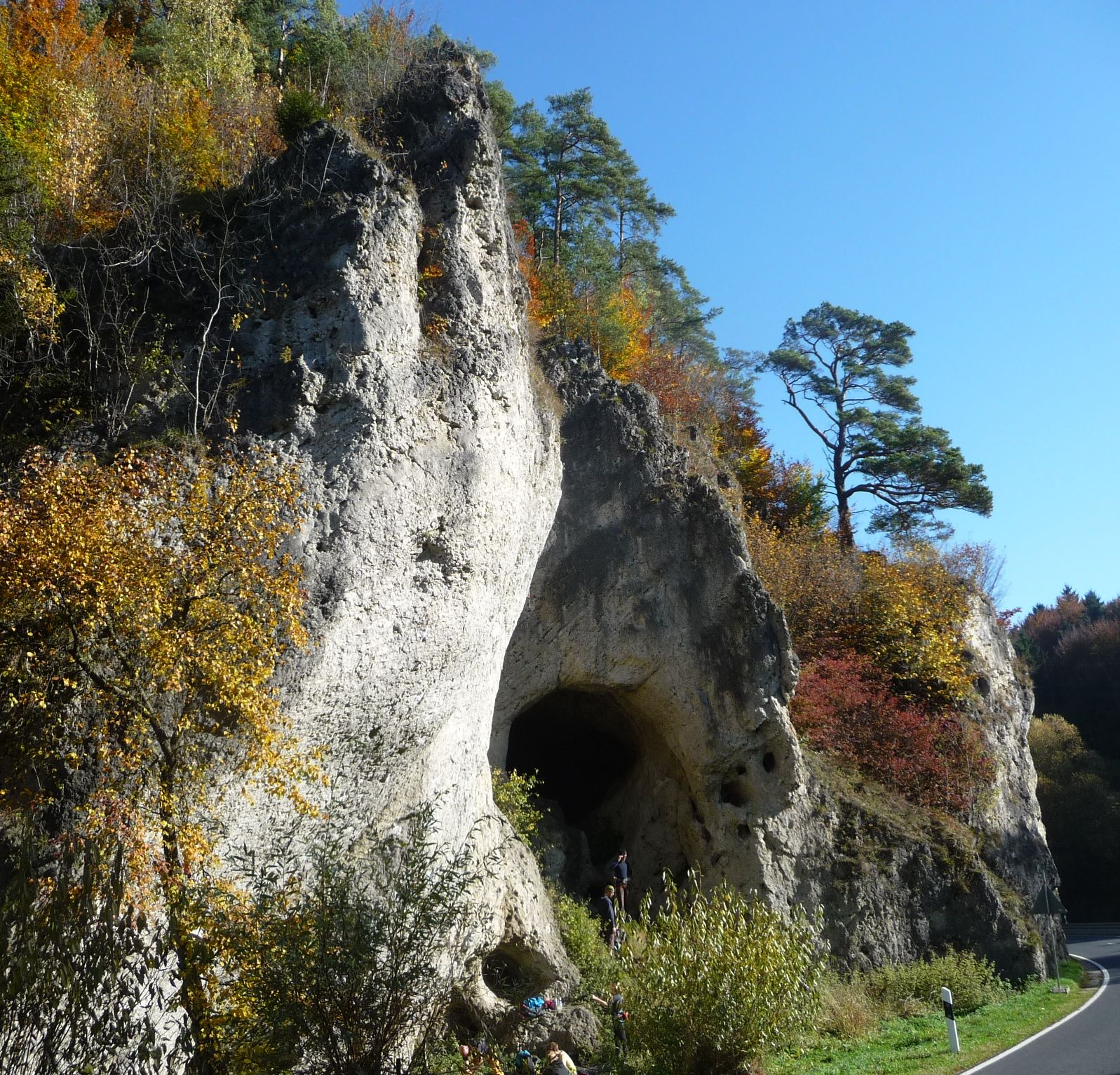
Die namengebende Höhle in der Kalkfelswand des Hohen Knocks